# اورسنس
اورسنس (به فرانسوی: Orsennes) یک کمون در فرانسه است که در اندر واقع شده‌است. اورسنس ۴۹٫۲۸ کیلومتر مربع مساحت و ۸۰۱ نفر جمعیت دارد و ۲۸۹ متر بالاتر از سطح دریا واقع شده‌است.